# نيوترينو خامل
النيوترونات الخاملة (أو النيوترونات العاقرة) هي جسيمات افتراضية (محايد اللبتونات – النيوترونات) التي تتفاعل فقط عن طريق الجاذبية و لا تتفاعل عبر أي من التفاعلات الأساسية بحسب النموذج العياري. يستخدم مصطلحالنيوترينو لتمييزها عن النيوترونات النشطة المعروفة في النموذج القياسي والتي تشحن في إطار التفاعلات الضعيفة.